# 惡夜魔境
〈惡夜魔境〉（英語：It Came from the Nightosphere）是《探險活寶》第二季的第1集。在卡通頻道2010年10月11日播出。本集以阿寶和魔法狗老皮為主角，講述艾薇爾唱出跟她和疏遠父親之間有關的一首歌後，阿寶釋放惡夜魔境的首領——韓森，亦為艾薇爾的父親。然而，勉強協助被激怒的艾薇爾的阿寶，阻止他吸取所有哇賽秘境的靈魂。

## 劇情
阿寶同意幫艾薇爾錄製她的音樂作品後，她開始唱一首〈The Fry Song〉，關於她和她父親亨森·阿巴迪爾之間的裂痕。阿寶感到遺憾，故決定召喚從地獄般的惡夜魔境，她的父親，但不知道父親是黑暗區域的首領，而且會吸收靈魂。他在艾薇爾和阿寶面前出現，並意圖殺阿寶及成功地搶走艾薇爾的斧頭貝斯。於是阿寶和艾薇爾追他。
艾薇爾的父親漂流在哇賽秘境吸收自己能找到所有活生物的靈魂。阿寶和艾薇爾一開始想用岩石打他，但是只會激怒亨森·阿巴迪爾所造成父親和女兒之間的衝突。阿寶預設艾薇爾殺死他後接管惡夜魔境，但她只想拿回低音吉他。
就在阿寶和艾薇爾最後一次阻止亨森·阿巴迪爾，他現在變得巨大。由於體型，阿寶很容易被打敗。艾薇爾因父親的不理解而氣沖沖地離去。阿寶用最後一搏，播放〈The Fry Song〉的錄音。忽然，艾薇爾的父親明白她為什麼生氣，兩個重新連繫。阿寶擊掌，找到機會從亨森·阿巴迪爾的“靈魂袋”切開，放出所有的靈魂，並把他趕回惡夜魔境。

## 幕後製作

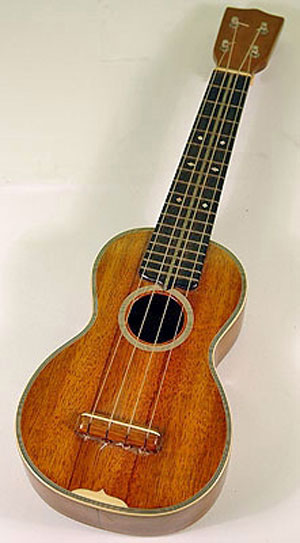
這集由分鏡美術設計芮貝卡·薛格用烏克麗麗的〈The Fry Song〉於電視台播出。

《惡夜魔境》是由亞當·穆托和芮貝卡·薛格分別擔任編劇及分鏡，梅里韋瑟·威廉、小史蒂夫、派屈克·麥克海爾、潘得頓·沃德和色普·范·奧爾曼擔任故事構成。此集是薛格第一次擔任分鏡；據她所說，她“做了所有怪物的東西在結尾部分”，而穆托“做了所有的肉於中途部分”。後來玩笑說“真正機智的東西是亞當做的。通常我負責性笑話和暴力”。製作分鏡的過程中，薛格和穆托所需時間不夠，因此，穆托請藝術家同事傑西·莫伊尼漢如果他能幫助艾薇爾和父親之間的開戰之分鏡。最後一橋段是阿巴迪爾被阿寶切開他的“靈魂袋”是出自沃德的圖畫中阿寶配著兩把劍在空中飛，薛格增加之。然而，她不確定該橋段是否會成為最終成果，由於圖形性質。艾薇爾爸爸遇到阿鵝的橋段啟發編劇寫第四季《阿鵝新王國》。
〈The Fry Song〉是沃德和薛格共同作詞。這是她寫的第一首歌，受《探險活寶》的影迷歡迎。薛格的原始版靈感來自百老匯戲劇，且風格陰沉。沃德協助薛格添加更多笑話至最終版本。沃德擔任節奏口技和薛格彈烏克麗麗，兩人表演〈The Fry Song〉。薛格後來說是“超可怕”的體驗，但電視台正式同意核准。此集是本季製作的第三集，但被決定第一集播出。電視台宣布第二季開始時還沒有完成。執行製作人弗雷德·塞伯特在他的個人網站上指出，他“寧可跳至第二季之前的幾集，但不是我那電視台。塞伯特還認為此集相當可怕，並警告觀看者可能不適合年幼兒童。
配演艾薇爾的奧利維亞·奧森的父親馬丁·奧森，則配演艾薇爾的惡魔父親亨森·阿巴迪爾。選派角色之後的一年，沃德找奧森商量，問他是否想配演節目角色。奧森起初很擔心，認為他不是演員，而是作家。沃德仍然堅持，奧森最終答應。奧森後來開玩笑說他在錄對話錄音時“處在天堂”，因為此集是他“與[他的]女兒戰鬥至死。”奧利維亞後來指出，與父親互動配音的機會“很酷”。奧森將在第三季《記憶的記憶》客串，並將在第四季《重返惡夜魔境/爸爸的小怪物》當主要角色。
阿巴迪爾的怪物設計引起標準和規範部門的問題。最初設計被認為“太像陰道”，電視台叫節目重新設計過角色。然而，在第二次提交時，電視台認為看起來“太像陰莖”。沃德後來說，“我們就像，‘發生了什麼？這是一個怪物，只是有張一個瘋狂、奇怪的臉。’”《惡夜魔境》沒有公開阿巴迪爾的名字，只是提到是“艾薇爾的爸爸”。直到第四季之前，他的全名不會公開。根據莫伊尼漢，這個名字是源自他的兄弟在成長階段時給他們的家人的車名。兩人後來當做樂團，只錄製一首歌。

## 反響
《惡夜魔境》於2010年10月11日在卡通頻道首播。此集有200.1萬觀眾觀看，尼爾森收視率為1.3/2，表示所有家庭在看電視時的比例為1.3%和2%。表示與第一季首集相比下降，有250萬觀眾，但與第一季結局相比，只有增加177萬觀眾觀看。《惡夜魔境》也與一年前的同時間段相比顯著增加；例如，有732萬6-11歲兒童觀看，與前年相比增加35%。此集首次在2012年《惡夜魔境》的DVD發行，其中包括前三季的16集後來在2013年6月完整版第二季DVD發行。
《惡夜魔境》被評論者接受極佳。DVD Talk的泰勒·福斯特（Tyler Foster）說“這個節目可以擊敗所有記錄的像樣例子”。他特別對“艾薇爾和她爸爸之間處理嚴肅的裂痕，適合在企鵝附近的荒謬噱頭”的方式感到高興。他還指出，“任何劇集包括一首歌曲在我的歌詞裡都有加分”。被稱為MTV Geek查爾斯·韋伯（Charles Webb）發行同名DVD的“真正的亮點”。IGN作家馬特·福勒（Matt Fowler）後來論此集“經典”。在單一評論，他後來寫道此集“已代表《探險活寶》中最好，譬如艾薇爾的反爸爸歌就是這樣，且她的弗雷迪·克魯格式毛衣已推出一千件cosplay”。
沃德對集此感到非常高興。他稱讚分鏡設計穆托和薛格，說前者“有個令人捧腹的鬧劇點睛之筆設置的喜劇風格”，後者“執行這些超級浪漫、情感雞皮疙瘩的感覺是令人驚奇的。他對結局特別高興，指出“我喜歡這種在音樂增強而高潮的場景，有雞皮疙瘩的感覺。在那集你正在談論有向上的情節至結束，然後腫泡泡公主[...]在中間切入並說‘戲劇炸彈！’，類似像切腿，這是我認為有很多有趣的地方。”此集後來被提名為2011年黃金時段艾美獎傑出短篇動畫節目，但沒獲獎。